# Neuràlgia postherpètica
La neuràlgia postherpètica és una complicació que es pot produir pel desenvolupament d'un herpes zòster i que es caracteritza per un dolor constant, debilitant i perllongat posterior a les erupcions cutànies produïdes pel virus, i que dura almenys trenta dies a partir del moment en què apareix el dermatoma amb erupcions a la pell. Pot durar uns quants mesos o anys. Es tracta d'una neuràlgia.
És la complicació més freqüent de l'herpes zòster, amb un 10%-15% d'incidència, i es dona especialment a la gent gran, sobretot en persones de més de setanta anys. Actualment s'està investigant una vacuna contra l'herpes zòster per a lluitar contra la neuràlgia postherpètica en gent gran.